# Сала-Консіліна
Сала-Консіліна (італ. Sala Consilina, сиц. Sala Cunzilina) — муніципалітет в Італії, у регіоні Кампанія,  провінція Салерно.
Сала-Консіліна розташована на відстані близько 310 км на південний схід від Рима, 125 км на південний схід від Неаполя, 80 км на південний схід від Салерно.
Населення — 12 673 особи (2014).

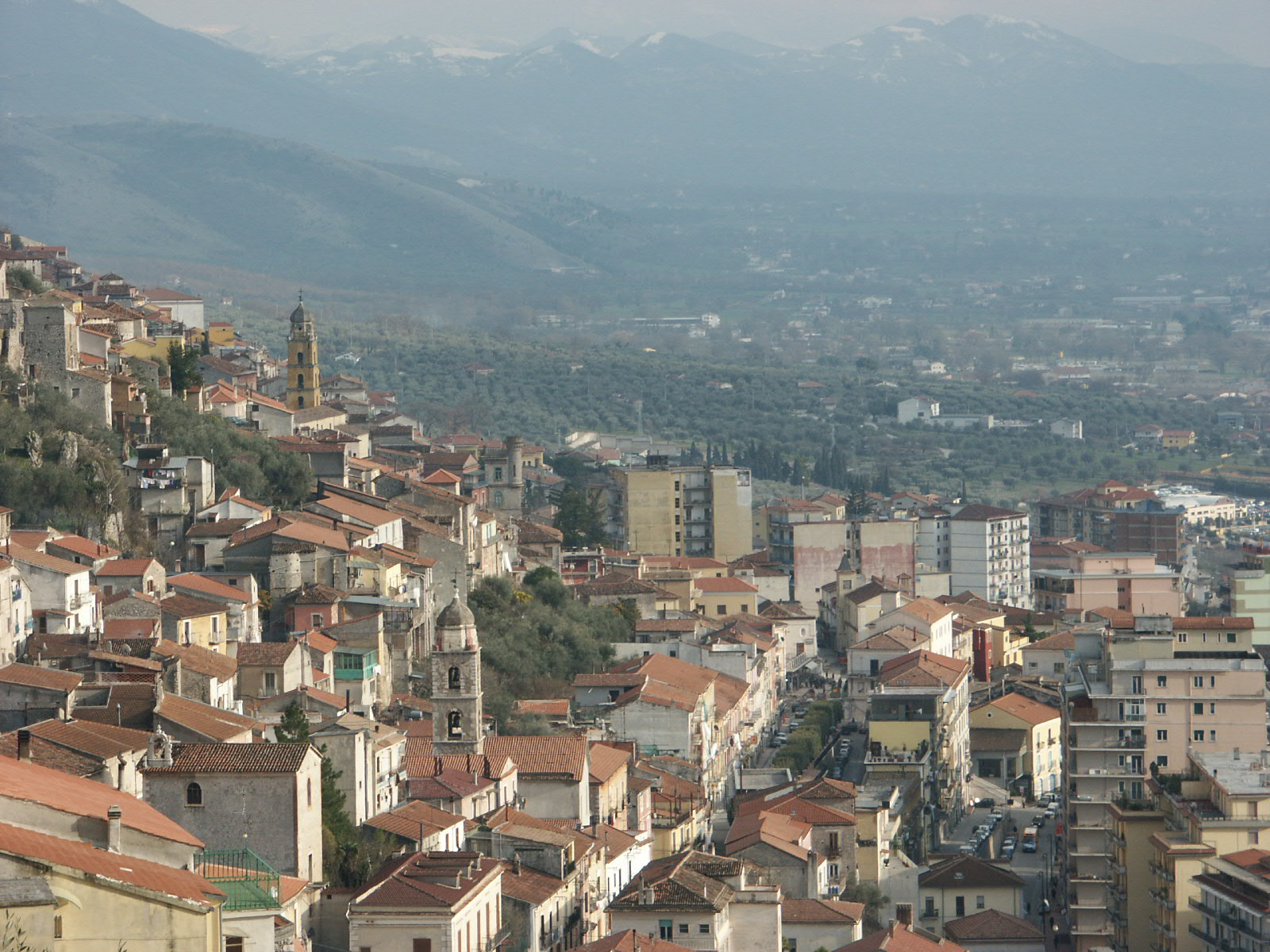

Щорічний фестиваль відбувається 29 вересня. Покровитель — святий Архангел Михаїл.

## Демографія
Населення за роками:

Станом на 1 січня 2023 року в муніципалітеті офіційно проживали 594 іноземці з 34 країн, серед них 307 громадян країн Євросоюзу та 42 громадяни України.

## Сусідні муніципалітети
- Атена-Лукана
- Падула
- Сассано
- Теджано